# 시미즈 건설
시미즈 건설(일본어: 清水建設 시미즈 켄세쓰[*], 영어: Shimizu Corporation)은 도쿄도 주오구 교바시에 본사를 두고 있는 대형 종합 건설회사이다. 닛케이 평균주가의 구성 종목 중의 하나를 다룬다. 동사의 기업 메시지는 일본어에는 "子どもたちに誇れるしごとを。"라고 부르며, 영어도 역시 "Today's Work, Tomorrow's Heritage"라고 각각 가리킨다.

## 경영자
※ 일본어 위키백과에 등재된 인물만 기재할 것.
- 초대 : 시미즈 기스케(일본어판) (1804~1859)
- 2대 : 시미즈 기스케(일본어판) (1859~1891)
- 5대 : 시미즈 데이키치(일본어판) (1915~1940)
- 7대 : 요시카와 세이이치(일본어판) (1966~1972)
- 9대 : 요시노 데루조(일본어판) (1981~1989)
- 12대 : 미야모토 요이치(일본어판) (2007~2016)
- 현재 : 13대 경영자인 이노우에 가즈유키(일본어판) (2016~ )

## 계열사
시미즈 건설의 계열사에는 일본 팹텍 외에도 개발 및 부동산 관련 사업을 영위하고 있는 마쿠하리 테크노가든 등이 있다.

## 코로나19 감염 사례
2020년 4월 13일, 시미즈 건설은 도내(都内)에 있는 건설현장의 사원 3명이 코로나19에 감염되자, 그 중에서 50대 남성 사원이 숨져 있었던 것을 밝혔다. 사망한 해당 사원은 당월 3일날 발열이 일어남에 따라 자택에서 대기하고 있었지만, 9일에는 용태가 급변하였다. 그러나 사망 직후에는 PCR 검사 상 양성으로 판정받았다. 같은 현장에서 작업하고 있었던 40대 남녀 노동자 2명도 역시 함께 감염되었다. 해당 업체에서는 건설 현장이 약 500여 곳에 달하고 있어, 감염 확산 방지 대책의 일환으로 5월 6일까지 공사를 중지시킨 바 있다. 긴급 사태 선언 직후에 공사를 지속하자는 의견이 제시되자, 발주처 및 협력사의 설득 및 요청이 있어, 앞으로는 중지한다. 따라서, 해당 공사 현장을 대상으로 지정된 곳에서는 현재 2만여 명이 근무하고 있어, 그 중에서 시미즈 건설 사원은 2,000여 명이며, 기타 인력은 시미즈 건설에 파견시킨 협력 업체 또는 하청 직원으로 밝혔다.

## 그 외
- 한반도가 일제강점기 치하에 들어가던 시절, 조병창[A]을 신축하였을 때, 군수품을 생산하는 하청업체로도 유명하지만 그 업체 중의 하나이다. 당시의 명칭은 '시미즈 구미'이다.

## 같이 보기
- 일본의 건설 기업 목록(일본어판)
- 시미즈 건설 고토 블루 샤크스(일본어판) - 럭비부이며, 재팬 럭비 리그 원에 소속되어 있음.